# Henri Bouriché
Henri Bouriché né à Chemellier le 10 août 1826 et mort à Angers le 4 décembre 1906 est un sculpteur français.

## Biographie
Henri Bouriché est né à Chemellier le 10 août 1826.
Fils de berger, il entre en 1846 comme ouvrier dans l’atelier de statuaire religieuse Barrême à Angers, où officie notamment l’abbé Choyer. Au bout de deux ans, il se rend à Paris, devient élève du sculpteur Jean Baptiste Joseph De Bay père et du peintre Adolphe Yvon, et est admis à l'École des beaux-arts le 10 octobre 1851. Il obtient une médaille de troisième classe au Salon de 1857 avec une figure en marbre représentant le Génie des arts ; c'est la seule fois qu'il exposera au Salon. Il reste à Paris pendant une dizaine d'années et y fait connaissance de Jean-Marie Bonnassieux qu'il aide dans l'exécution de la Vierge colossale érigée au Puy. Après un passage par plusieurs ateliers parisiens, il se fixe en 1860 à Angers en reprenant l’atelier de Henri-Hamilton Barrême et recevra comme élève Jules Desbois. Le chemin de croix qui orne l’église de Chemellier est signé de l’artiste qui en fait don en 1881. Henri Bouriché sculpte également les statues en bois du retable de la basilique Notre-Dame de Montréal au Canada, livrées sur place en 1875. Il réalise le chemin de croix de l'église Saint-Nazaire de Saint-Nazaire, livré en 1891.
Sur la fin de sa vie, devenu presque aveugle, il dut abandonner son métier de sculpteur.
La maison Rouillard continue après sa mort à éditer ses œuvres.
Il meurt à Angers le 4 décembre 1906. 